# 삼남초등학교 (경남)
삼남초등학교는 대한민국 경상남도 남해군 남면 남면로1229번길 10-34 (선구리)에 있었던 공립 초등학교이다.

## 학교 연혁
- 1934년 3월 27일 남명공립보통학교 부설 선구간이학교 설립
- 1940년 4월 16일 선구공립심상소학교 승격 인가
- 1941년 4월 1일 삼남공립국민학교로 개칭
- 1962년 3월 1일 평산국민학교 분리
- 1996년 3월 1일 삼남초등학교로 개칭
- 1997년 3월 1일 가천분교 통폐합
- 1999년 9월 1일 남명초등학교로 통폐합